# 美利河站

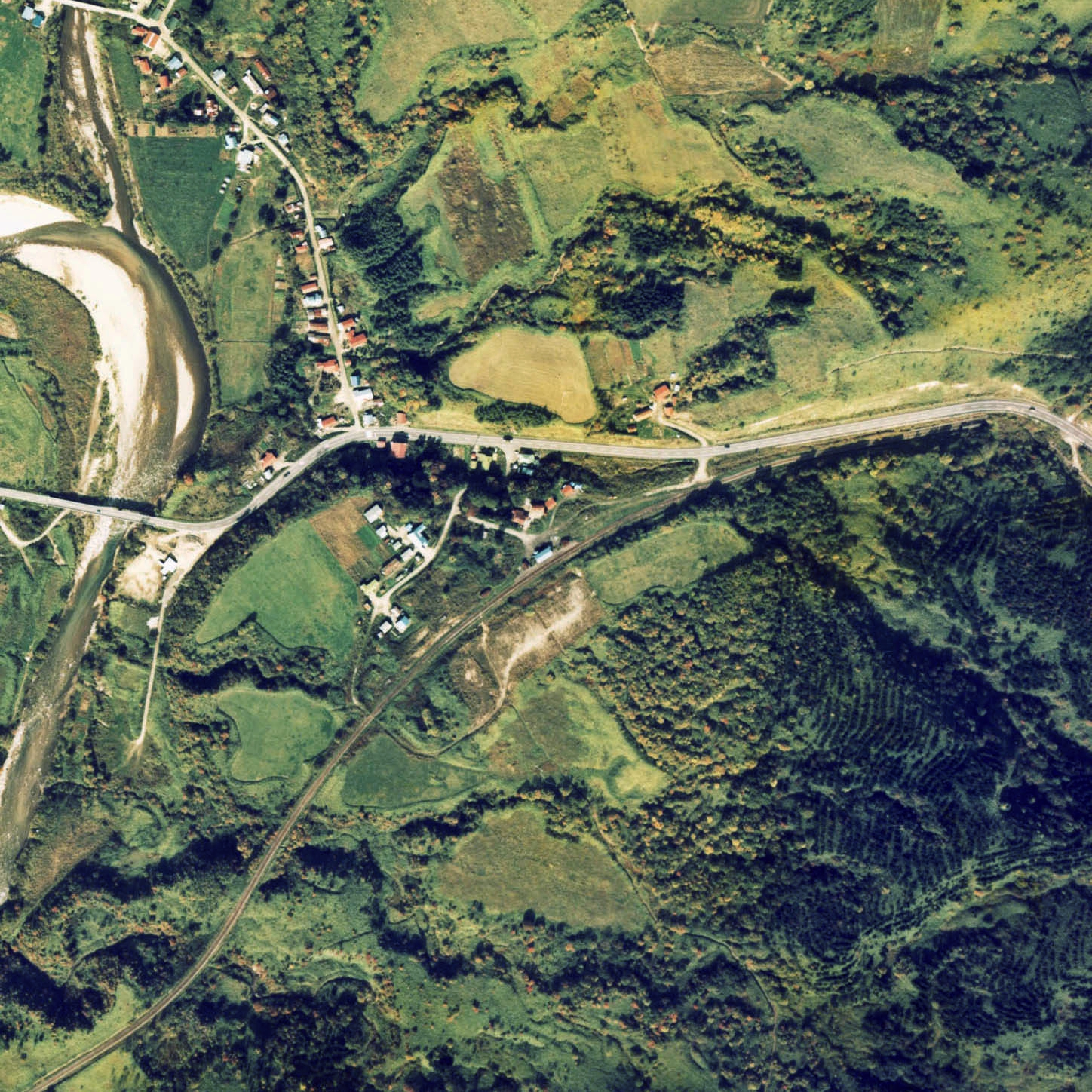
1976年的美利河站與方圓約1公里範圍。左下方是瀨棚方向。圖中左邊現時建設了美利河水壩，因此圖中與現時已經很不同。

美利河站（日语：／ Pirika eki */?）是位於北海道瀨棚郡今金町字美利河，日本國有鐵道的瀨棚線車站（廢站）。隨著瀨棚線廢除，車站在1987年（昭和62年）3月16日廢除。

## 歷史
- 1929年（昭和4年）12月13日 - 國有鐵道瀨棚線國縫站至花石站之間開通，此站啟用[1][2]。當時為一般車站[3]。
- 1961年（昭和36年）10月1日 - 成為業務委託車站[4]。
- 1979年（昭和54年）3月10日 - 結束處理貨物和行李[3]。成為無人車站[2]。
- 1987年（昭和62年）3月16日 - 瀨棚線廢除，此站也廢除[2]。

### 站名的由來
車站名稱取自所在地名。地名源自阿伊努語的「ピㇼカペッ（pirka-pet）」，其意思是「美麗（好）、河流」。

## 車站構造
截至車站廢除前，此站是地面車站，設有1面1線的單式月台。月台位於路軌北邊（瀨棚方向的列車會開啟右邊車門）。
此站是無人車站，在有人車站的時代曾經翻新車站大樓。此站的車站大樓與函館本線東森站的大樓都是相同款式，均有一個紅色屋頂，三角柱型之建築物。車站大樓位於站內北邊，鄰接月台。

## 使用狀況
- 在1981年度（昭和56年度），1日上下車人次為20人[5]。

## 車站周邊
- 國道230號（日语：国道230号）（國縫道路）
- 美利河小學
- 美利河水壩（日语：美利河ダム） - 在瀨棚線許廢線後建造[6]。
- 美利河滑雪場 - 該處也有營地。
- 美利河遺蹟
- 美利河峠 - 車站東邊約0.9公里[5]。
- 後志利別川（日语：後志利別川）
- 函館巴士（日语：函館バス）上三本杉、長萬部總站系統「美利河水壩前」巴士站。

## 現況
截至2000年（平成12年），車站變成空地。截至2010年（平成22年），部分空地變成道路，沒有任何鐵路相關痕蹟。截至2011年（平成23年），車站遺址變成了道路工程的物資存放處。
另外，車站東邊設有貫通美利河峠的山瀨隧道之坑口。截至2000年（平成12年），該處還有一個三角屋頂的坑門。截至2010年（平成22年），由於進行道路工程而被填埋。

## 其他
在靠近國縫一方，已封閉的山瀨隧道附近還有因建設隧道工程而設的慰靈碑。

## 相鄰車站
日本國有鐵道
瀨棚線
茶屋川－美利河－花石

## 注腳
1. 1 2   第1版. 札幌市: 日本国有鉄道北海道総局. 1973-3-25: 24. ASIN B000J9RBUY （日语）.
2. 1 2 3  《道南鉄道100年史 遥》 北海道旅客鐵道函館分社 2003年2月發行
3. 1 2  停車場変遷大事典 国鉄・JR編 II，P830。
4. ↑  北海道鐵道百年史 下卷，卷尾年表。
5. 1 2 3 4  書籍《国鉄全線各駅停車1 北海道690駅》（小學館，1983年7月發行）64頁。
6. 1 2 3  書籍《鉄道廃線跡を歩くVII》（JTB出版，2000年1月發行）76-78頁。
7. 1 2 3  書籍《新 鉄道廃線跡を歩く1 北海道・北東北編》（JTB出版，2010年4月發行）162-163頁。
8. 1 2  書籍《北海道の鉄道廃線跡》（著：本久公洋，北海道新聞社，2011年9月發行）74-75頁。